# Julius Hoesch

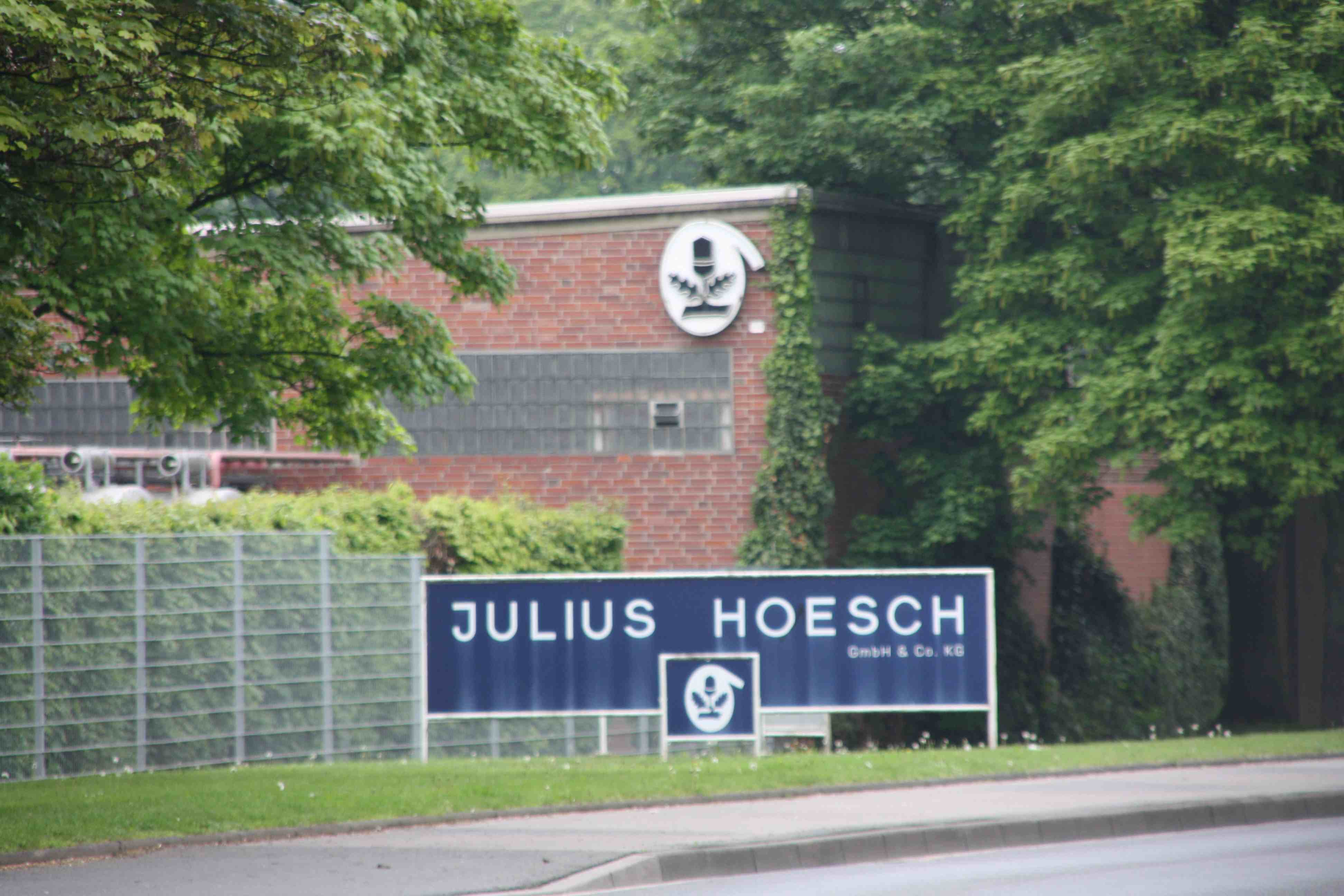
Teilansicht des Werksgeländes

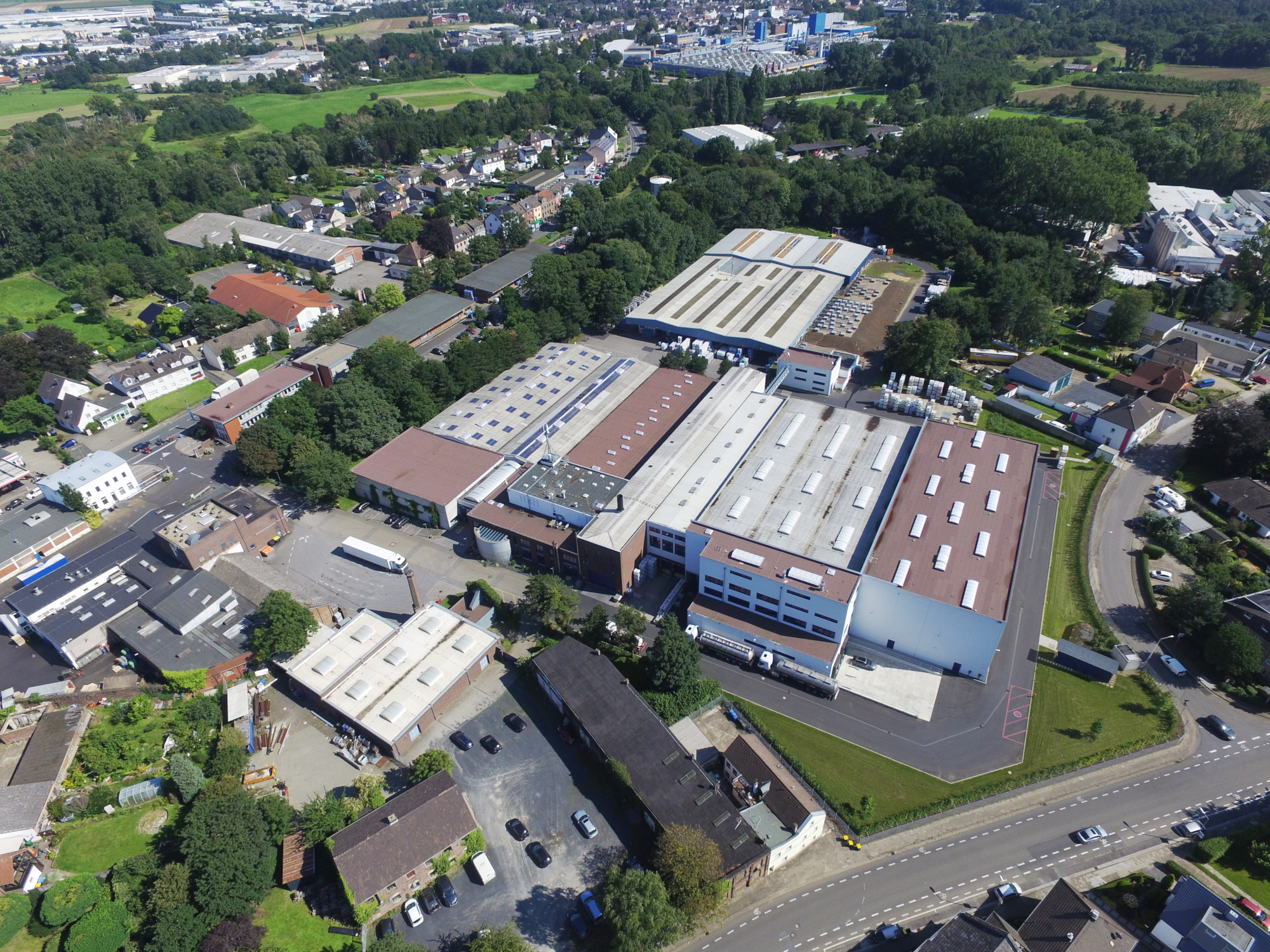
Luftaufnahme des Werksgeländes

Die Julius Hoesch GmbH & Co. KG ist ein deutscher Chemikalienhändler mit Sitz in Hoven, einem Stadtteil von Düren, Nordrhein-Westfalen.

## Geschichte
Im Jahre 1865 gründete Julius Hoesch, Spross der Fabrikantenfamilie Hoesch, einen Chemikalienhandel. Bereits 1924 hatte die Firma die Generalvertretung für die Farbwerke Hoechst und viele andere große Unternehmen.
1925 erweiterte Hoesch den Betrieb um die Sparten Benzin, Öle, Fette usw. Von 1925 bis 2021 war Julius Hoesch Gesellschafter der Deutschen Avia Mineralöl-Gesellschaft. 1931 wurde die ehemalige Papierfabrik Gebr. Stettner in Hoven gekauft. Dort waren zwei Eisenbahnanschlüsse vorhanden. Im Zweiten Weltkrieg wurde das Unternehmensgelände zu 70 % zerstört. Im Mai 1945 wurde mit dem Wiederaufbau begonnen.

## Heute
Nach Um- und Erweiterungsbaumaßnahmen gehört Julius Hoesch heute zu den modernen Chemikaliengroßhandels-Standorten in Deutschland. Neben Tank-, Abfüll- und Lagereinrichtungen verfügt das Unternehmen heute über großzügige Produktionsanlagen zur Fertigung eigener Produkte und Lohnfertigung. Für die Produktkontrolle, -entwicklung und -optimierung verfügt Julius Hoesch über ein eigenes Labor.
Die vertriebenen Produkte finden in zahlreichen Industrien ihren Einsatz, Druck und Papier, Energie, Farben und Lack, Land- und Forstwirtschaft, Metall, Mineralöl, Nahrungsmittel, Wasch- und Reinigungsmittel, Automotive, Wasserbehandlung, Kosmetik und Pharma, Kunststoff- und Gummi und Asphalt- und Bitumen.
Im Frühjahr 2023 hat Julius Hoesch eine neue digitalen Vertriebsplattform namens  „HOESCH direct“ veröffentlicht. Die Plattform vereint sowohl Kundenservice als auch Vertriebsfunktionalitäten für die Kunden.

## Geschäftsbereich
Das Sortiment mit über 5.000 Produkten umfasst Industrie- und Spezialchemie, sowie verschiedene Dienstleistungsprodukte. In diese drei Verkaufsabteilungen untergliedert sich die Julius Hoesch GmbH & Co. KG.

### Industriechemikalien
Zu den angebotenen Industriechemikalien zählen Lösemittel, Kohlenwasserstoffe, Glykole/ -ether/ -ester, Alkohole / Ester / Ketone, Säuren und Laugen, Feststoffe (Salze, Oxide, Carbonate, Fruchtsäuren), Weichmacher, Amine / Alkanolamine, Fettsäuren, Kühlsohlen, Wasser- und Abwasserbehandlungschemikalien und Mineralöle und Schmierstoffe.

### Spezialchemikalien
Im Bereich der Spezialchemikalien werden folgende Produkte vertrieben, Waschrohstoffe (Tenside, Komplexbildner, Phosphonate), Konservierungsmittel, Kosmetik-Rohstoffe, Silikonöle / Silikonemulsionen, Entschäumer, Haftvermittler + Emulgatoren für Bitumen, Schmelzklebstoffe / Hotmelts, Trennmittel, Bakterien / Sporen und Expancel® Microsphären.

### Dienstleistungen
Des Weiteren werden verschiedenste Dienstleistungen angeboten in der wässrigen und lösemittelbasierte Produktion, Reinigungs- und Entfettungsmittel, Frostschutzmittel, Entwicklung kundenindividueller Formulierungen, vergleichende Produkttests, Abfüllung und Konfektionierung, Anwendungstechnische Beratung und Erstellung technischer Dokumentation.

## Betriebsgröße
Die Firma beschäftigt ca. 170 Mitarbeiter und das Betriebsgelände umfasst 86.000 m². Zudem verfügt das Unternehmen über einen eigenen Logistikdienstleister mit dem Namen Juli.O.